# Fregatowce
Fregatowce (Fregatae) – podrząd ptaków z rzędu głuptakowych (Suliformes).

## Systematyka
Do podrzędu należy jedna rodzina:
- Fregatidae – fregaty